# Gehlberg (Naturschutzgebiet)

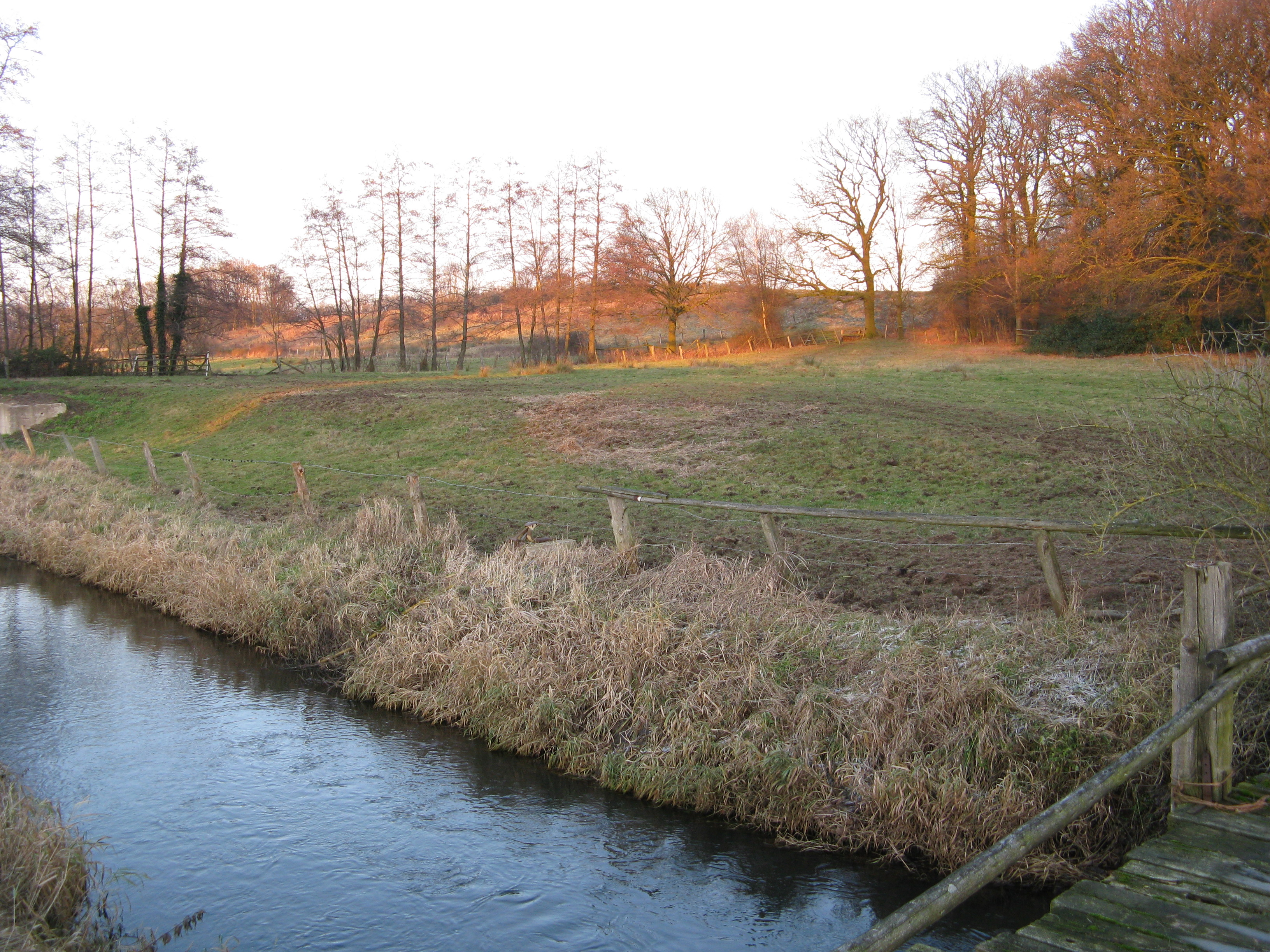
Gehlberg mit Gehle

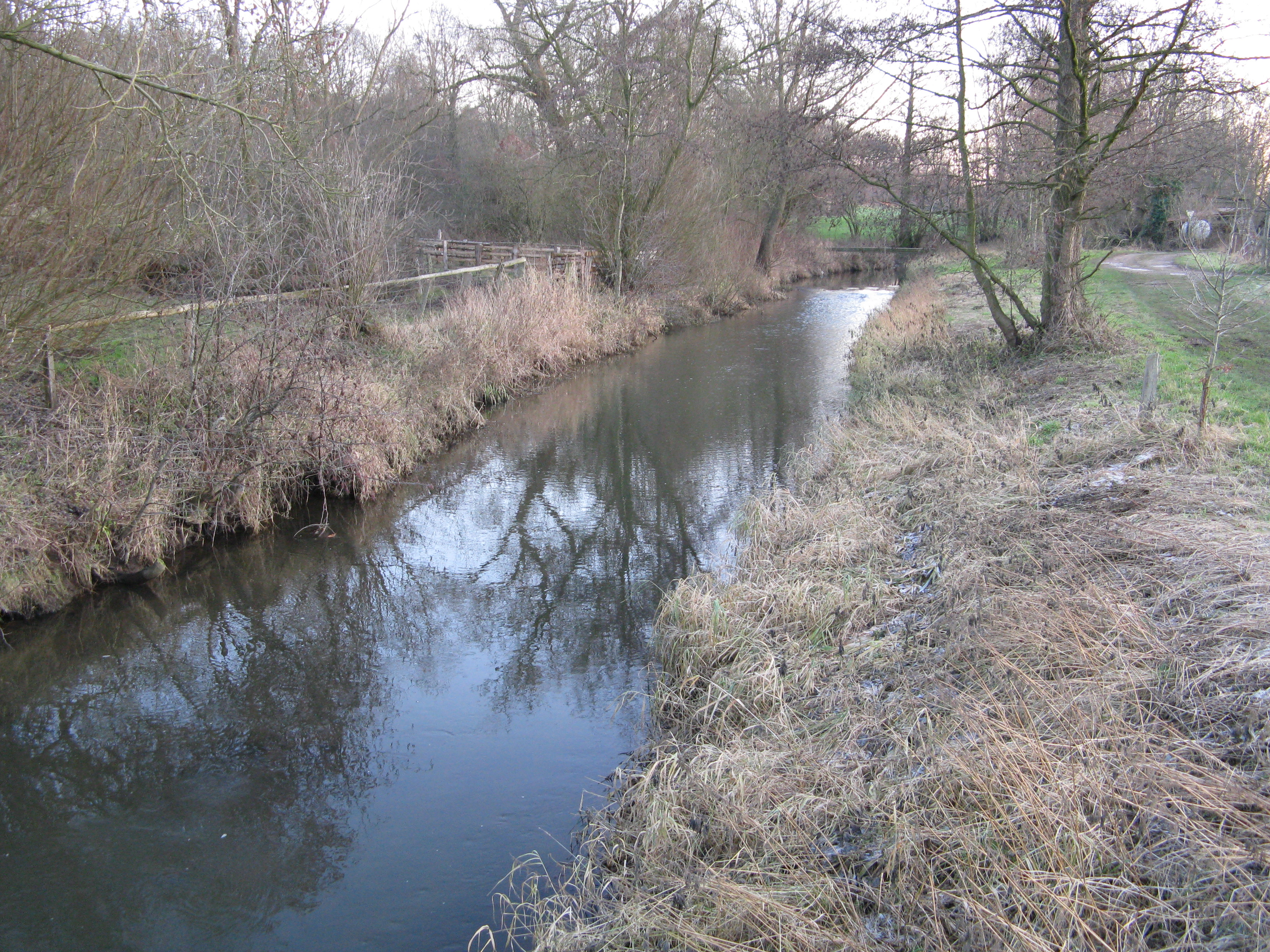
Gehlberg

Das Naturschutzgebiet Gehlberg liegt südlich der B 482 und des Ortsteiles Döhren der Stadt Petershagen, direkt am Bachlauf der Gehle. Das Gebiet ist rund 69 ha groß und wird unter der Nummer MI-051 geführt, der nördliche Teil befindet sich überwiegend im Eigentum des Landes Nordrhein-Westfalen. Das Gelände fällt von Osten zur Gehle hin ab und bildet den Übergang von der höher gelegenen Loccumer Heide zu den Lahder Terrassen.
Die Unterschutzstellung erfolgte, um die Vielfalt eng nebeneinander vorkommender Lebensräume für Pflanzen und Tiere zu erhalten und zu fördern. Hierbei zeichnet sich das Naturschutzgebiet besonders aus durch die Vielfalt der Landschaftsteile. Feuchte und trockene Bereiche, extensiv genutztes Grünland, Brachflächen, Laubwaldbestände und Fließgewässer wechseln einander ab.
Entsprechend haben sich gut ausgeprägte und seltene Pflanzengesellschaften mit dem Vorkommen verschiedener Arten der Roten Liste NRW im Gebiet erhalten. Aufgrund der Vielfalt dieser Landschaftsteile gibt es hier noch 30 verschiedene Brutvogelarten. 